# Nuummit
Nuumit, auch Nuummit, ist ein seltenes metamorphes Gestein, das vor allem aus den Mineralen Gedrit und Anthophyllit besteht. Der Name leitet sich von dem Fundort Nuuk in Grönland ab.

## Gestein
Die Grundfarbe ist fast schwarz und durch Einschlüsse oft farbig schimmernd; das Gestein ist undurchsichtig. Neben den beiden Amphibolen Gedrit und Anthophyllit kommen Pyrit, Pyrrhotin und Chalkopyrit als Nebengemengteile vor. Die beiden Amphibole bilden eine Zwillingslamellierung, die durch Entmischung (Exsolution) im festen Zustand entstanden ist, und sich in geschliffenen Exemplaren durch eine gelblich-goldene Irideszenz auszeichnet.
Das ursprünglich magmatische Gestein unterlag nach seiner Entstehung im Archaikum vor etwa 2,8 Ga (Milliarden Jahren) geologisch kurze Zeit später – um etwa 2,7 Ga und 2,5 Ga – mindestens zwei Metamorphose-Ereignissen, und ist heute als Ortho-Amphibolit anzusprechen.

## Vorkommen
Das Gestein wurde 1810 zum ersten Mal in Grönland durch den Mineralogen K.L. Giesecke gesammelt und wissenschaftlich zuerst 1905 und 1924 von O.B. Bøggild beschrieben. Nuumit wurde auch in Finnland, den USA und in der Gemeinschaft Unabhängiger Staaten aufgefunden.
Nuumit ist selten und aufgrund seiner Irideszenz bei Schmucksteinhändlern begehrt. Es wird als Rohstein oder als Trommelstein in den Handel gebracht. Das Gestein wird von Sammlern und in der Esoterik nachgefragt.